# Puzieux (Wogezy)
Puzieux – miejscowość i gmina we Francji, w regionie Grand Est, w departamencie Wogezy.
Według danych na rok 1990 gminę zamieszkiwały 143 osoby, a gęstość zaludnienia wynosiła 26 osób/km² (wśród 2335 gmin Lotaryngii Puzieux plasuje się na 902. miejscu pod względem liczby ludności, natomiast pod względem powierzchni na miejscu 966.).